# Douglas C-133 Cargomaster
Le Douglas C-133 Cargomaster est un avion de transport militaire américain. Conçu à l’origine pour transporter les missiles balistiques intercontinentaux (ICBM), le C-133 Cargomaster fut le deuxième plus grand avion cargo à turbopropulseur de l’USAF.

## Conception

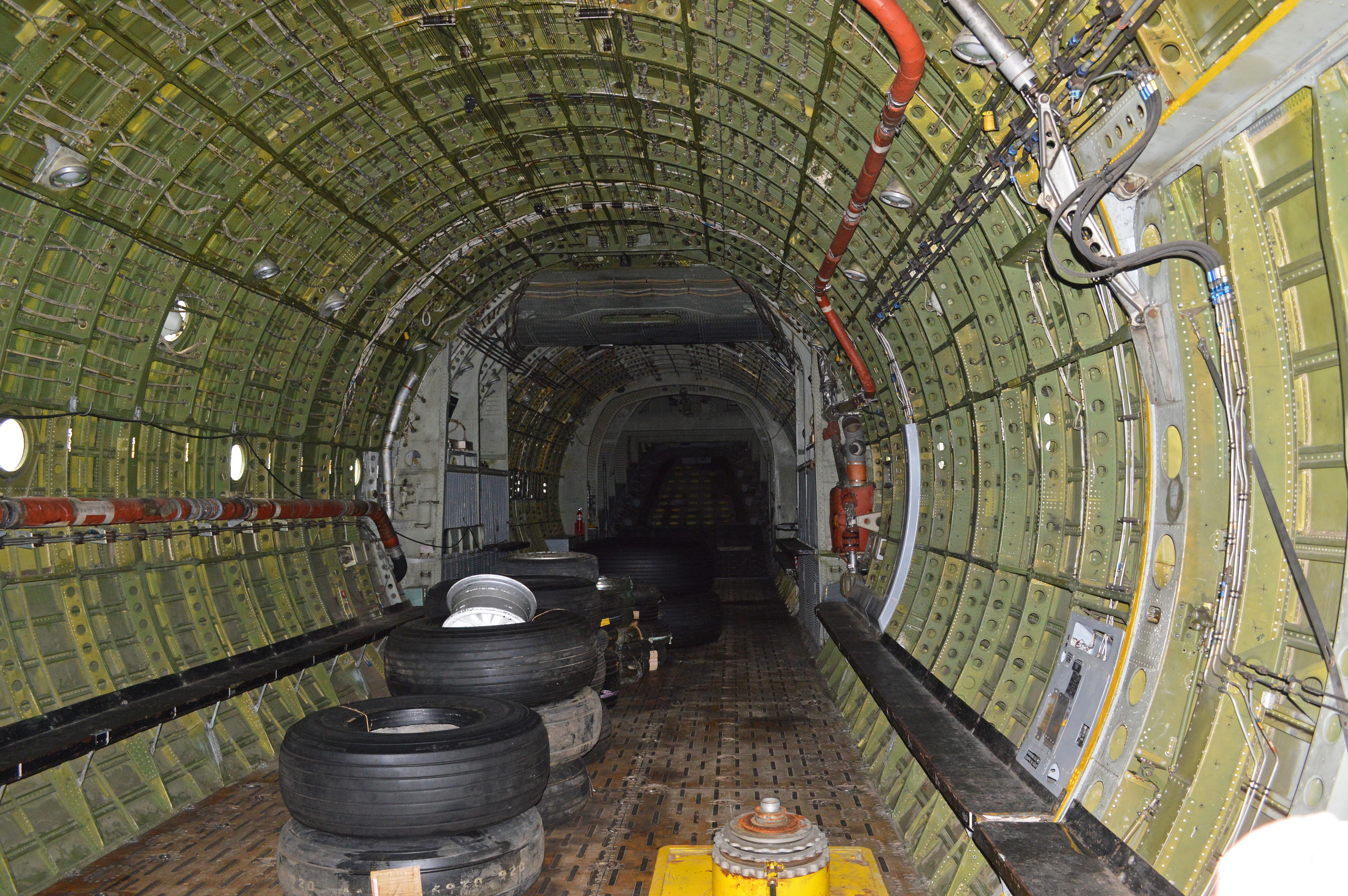
La soute d'un C-133.

À la suite de l'abandon du C-132, toujours conçu par Douglas, la compagnie reçut une nouvelle demande pour concevoir un avion de transport encore plus ambitieux que le projet C-132, le nouvel avion devant remplacer le C-124.
Le C-133 fut conçu dès l’origine pour transporter les missiles intercontinentaux depuis l’usine de fabrication jusqu’à sa base finale. Il pouvait emporter 50 000 kg de charge. Son aile haute, son train d’atterrissage monté dans des pods externes le long du fuselage ont permis de dégager une soute cargo permettant le transport de ces missiles en une seule fois (Missile Thor, Jupiter ou Atlas).
Son aile haute avait également un autre avantage (repris par la suite sur la plupart des avions de transport militaire) : en plaçant la voilure haute au lieu d’une position basse, les moteurs étaient plus éloignés du sol et lors d’opération sur des terrains non préparés cela diminuait la possibilité d’endommager les moteurs avec des corps étrangers en provenance du sol.
Ses dimensions lui permettaient en outre d’emporter plus de 96 % du matériel alors en service dans l’US Army.

## Engagements

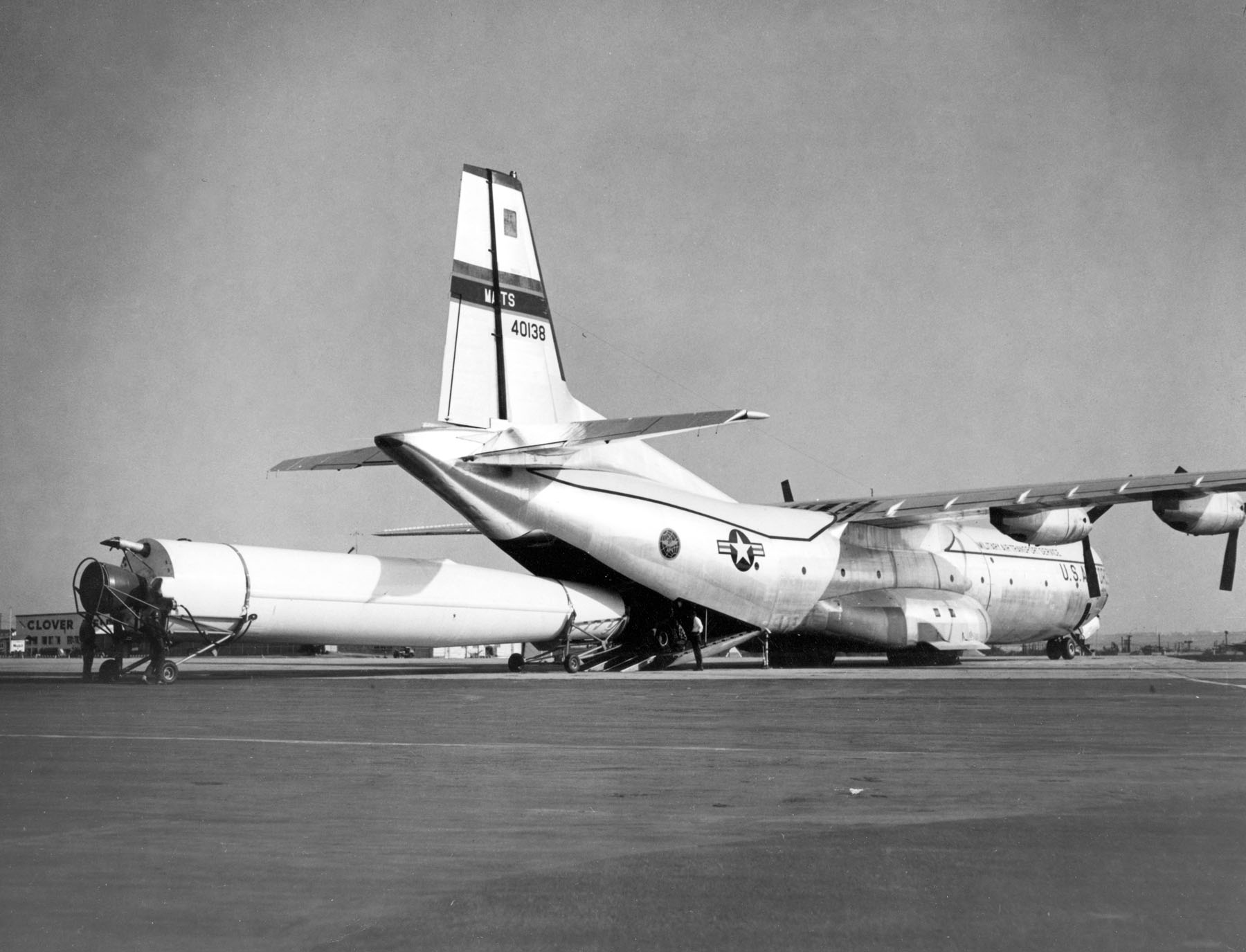
Un missile Thor est chargé dans un avion de transport C-133 Cargomaster.

Le C-133A réalisa son premier vol le 23 avril 1956 ; il entra en service en mai 1957. Il n’y a pas eu de prototype construit.
50 exemplaires ont été livrés (35 C-133A et 15 C-133B) au Military Air Transport Service devenu en 1966 le Military Airlift Command (en). Tous ont servi durant la guerre du Viêt Nam.
Les derniers exemplaires furent retirés en 1971 à cause de problèmes de fatigue de leur structure et furent remplacés par le nouveau C-5 Galaxy. Neuf appareils furent perdus dans des accidents et un dixième fut détruit par un incendie au sol.
Ironiquement, le retrait des C-133 est intervenu avant les C-124. Un exemplaire du C-133 fut utilisé par la NASA pour le transport des propulseurs d'appoint ou des fusées.

## Records
Bien que le C-133 soit crédité de plusieurs records notamment de vitesse lors des toutes premières traversées de l’Atlantique Nord, un seul a été homologué : en mai 1958 record d’altitude de 3 000 m avec une charge de 53 800 kg.

## Caractéristiques
- Capacité : jusqu’à 50 000 kg ou 200 soldats.
- Longueur de la soute cargo : 26,47 mètres.

## Opérateurs
États-Unis
United States Air Force

Military Air Transport Service/Military Airlift Command (en)
- 1501st Air Transport Wing/60th Military Airlift Wing - Travis Air Force Base, Californie

1st Air Transport Squadron/Military Airlift Squadron, 1960–71
- 1607th Air Transport Wing/436th Military Airlift Wing - Dover Air Force Base, Delaware

39th Air Transport Squadron/Military Airlift Squadron, 1957–71
84th Air Transport Squadron/Military Airlift Squadron, 1957–71